# Исап
Исап (в низовье Волочила) — река в Мучкапском районе Тамбовской области, левый приток Вороны.

## География
Длина 27 км, площадь бассейна 295 км². Русло заболоченное, в верховьях пересыхает. Долина неглубокая, пологосклоновая. Имеет правый приток, реку Ольшанка.
В верховьях реки сооружено малое водохранилище (урез воды 104,4 — 107,5 м НУМ).

## Гидрология
Берёт начало за селом Варварино (Жихаревка) на высоте 150 м на границе Саратовской и Тамбовской областей. Течёт на запад. Впадает в Ворону на 71-м километре от её устья, неподалёку от села Шапкино.

## Данные водного реестра
По данным государственного водного реестра России относится к Донскому бассейновому округу, водохозяйственный участок реки — Ворона, речной подбассейн реки — Хопер. Речной бассейн реки — Дон (российская часть бассейна).